# Quilles de 9 du Pays de Fougères
Le jeu de quilles de 9 du Pays de Fougères est un jeu breton localisé à l'est de la Bretagne.
C'est une variante des jeux de quilles bretons inscrit à l'inventaire du patrimoine culturel immatériel en France.

## Règles
Ce jeu se joue avec 8 quilles de 60 cm de hauteur et une de 65 cm, ainsi qu'une boule en bois de 20 cm de diamètre.
La partie se joue en 31 points exactement. Si un des joueurs dépasse ce nombre, lui et/ou son équipe passent 1 point en dessous de la dernière équipe. On doit relever les quilles à chaque lancer.
Le joueur joue deux fois (aller et retour) par tour de jeu. À l'aller, il lance la boule de la ligne de but (à 6/7 m en diagonale du carré de quilles). Les quilles ont alors différentes valeurs (1, 5, 9 ou 18 points). Son placement au retour va dépendre de la position de la  boule. Si elle est trop éloignée du carré de quilles, on joue de l'endroit où est la boule. Si on est assez prêt, on choisit son emplacement. Au retour toutes les quilles ne valent qu'1 point chacune.